# A Magyar Kultúra Lovagjai 2018
A Magyar Kultúra Lovagja 2018. évi kitüntetettjei

## Az Egyetemes Kultúra Lovagja
643.	 Ivan Dvoršak (Dežno pri Makolah, Szlovénia) szobrászművész „Nemzetközi kulturális kapcsolatteremtő szolgálatáért”
644.	 Zhang Guo Zhi (ejtsd: Zsang Gudzsi) (Kína) karnagy,  „A magyar-kínai zenei kapcsolatok fejlesztéséért”
645.	 Marija Herženjak (Kapca, Szlovénia) klubvezető,  „A magyar kultúra határon túli ápolásáért”
646.	 Dr. Villányi Eszter (Szombathely) tanár, nyugdíjas karvezető „Az egyetemes kulturális örökség ápolásáért”

## A Magyar Kultúra Lovagja
647.	 Dr. Ábrám Zoltán (Marosvásárhely, Románia) orvos, egyetemi tanár, újságíró, „A határon túli magyar közösségek megerősítésért”
648.	 Banner Zoltán (Budapest) író, előadóművész,  „A magyar irodalom ápolása érdekében kifejtett életművéért”
649.	 Baranyi Ferenc (Budapest) költő,  „A kortárs irodalom fejlesztése érdekében kifejtett életművéért”
650.	 Békés Mihály (Cegléd) nyá. alezredes,  „Példamutató alkotóművészeti tevékenységéért”
651.	 Bognár Cecil (Decs) művelődésszervező,  „Sárköz hagyományainak ápolásáért”
652.	 Borsi Ferenc (Csóka, Szerbia) népzenetanár,  „A népzenei hagyományok népszerűsítésért”
653.	 Csuka Gáborné (Debrecen) népdalénekes, „A falvak életminősége fejlesztéséért”
654.	 Dr. Dupka György (Ungvár, Ukrajna) irodalmár, újságíró,  „A magyar kultúra határon túli ápolásáért”
655.	 Eredics Gábor (Pomáz) népzenész, művésztanár, „A zenei hagyományok ápolásáért”
656.	 Farkas Csaba (Gencsapáti) vállalkozó, „A magyar kultúra határon túli ápolásáért”
657.	 Gáspár András (Sidney, Ausztrália) nyugdíjas, „Ausztrália magyarsága nemzettudatának, a  magyar nyelv ápolásáért”
658.	 Gáspár Ferenc (Budapest) tanár, író, újságíró, „A határon túli magyar kultúra támogatásáért”
659.	 Gyuricza Gábor (Brazília) diplomata, közéleti vezető, üzletember, „Az emigráció és az anyaország kapcsolatának fejlesztéséért”
660.	 Halászi Aladár (Tiszaújváros) tanár, író, „Oktató-nevelő munkájáért”
661.	 Juhász István (Hanva, Szlovákia) vállalkozó, „A magyar kultúra határon túli ápolásáért”
662.	 Kékedi László Vilmos (Kisgyőr) polgármester,  „A falvak életminősége fejlesztéséért”
663.	 Kőhegyi Gyula< (Budapest) grafikusművész,  „A kortárs képzőművészet fejlesztése érdekében kifejtett életművéért”
664.	 Dr. Lutter Imre (Nyíregyháza) előadóművész, drámapedagógus, „A kortárs irodalom és olvasás fejlesztéséért”
665.	 Madarász Katalin (Túrkeve) nótaénekes, előadóművész, „A népzenei kultúra ápolása érdekében kifejtett életművéért”
666.	 Mihályi Molnár László (Szepsi, Szlovákia) költő, közíró „A határon túli magyar kultúra ápolása érdekében kifejtett életművéért”
667.	 Serdült Erika Irén (Fót) festőművész,  „A közművelődés fejlesztéséért”
668.	 Dr. Széman Péter (Szilágysomlyó, Románia) tüdőgyógyász főorvos „A magyar kultúra határon túli ápolásáért”
669.	 Szirmai László (Budapest) zenész, „A kortárs zene ápolása érdekében kifejtett életművéért”
670.	 Szrenka Pálné (Békéscsaba, 64) Nyugdíjas Egyesületek országos alelnöke, „Az életminőség fejlesztéséért”
671.	 Tóth László (Pálháza) erdésztechnikus, kántor,  „A magyar dalkultúra ápolásáért”

## Posztumusz A Magyar Kultúra Lovagja
672.	 Kecskési Tollas Tibor (Németország) irodalmár, alezredes, „Nemzetmentő életművéért”